# Kingdom Falls
Albums de Nate James
Set The Tone
(2005) Revival
(2009)
Singles
1. High Times[1]
2. Kingdom Falls[2]

Kingdom Falls est le second album studio de Nate James, sorti en 2007.

## Titres
| No  | Titre              | Durée |
| --- | ------------------ | ----- |
| 1.  | Outta My Head      | 05:20 |
| 2.  | You Got It Wrong   | 01:01 |
| 3.  | High Times         | 04:02 |
| 4.  | Ruminate Part 1    | 00:37 |
| 5.  | Kingdom Falls      | 04:43 |
| 6.  | Back To You        | 04:03 |
| 7.  | Choke              | 03:44 |
| 8.  | Wonderland         | 03:04 |
| 9.  | Ruminate Part 2    | 0:35  |
| 10. | S.M.F.             | 04:39 |
| 11. | Thinking 'Bout You | 05:13 |
| 12. | Just Say Yes       | 04:24 |
| 13. | La Dreamin'        | 04:11 |
| 14. | T H E R A P H Y    | 04:45 |
| 15. | Ruminate Part 3    | 00:55 |